# Pseudicius deletus
Pseudicius deletus là một loài nhện trong họ Salticidae.
Loài này thuộc chi Pseudicius. Pseudicius deletus được Octavius Pickard-Cambridge miêu tả năm 1885.